# Untergrainau
Untergrainau ist ein Gemeindeteil der Gemeinde Grainau im oberbayerischen Landkreis Garmisch-Partenkirchen.
Das Kirchdorf Untergrainau liegt etwa siebenhundert Meter nördlich von Obergrainau an der Staatsstraße 2061.

## Geschichte
Die damalige Gemeinde Untergrainau ging im Jahr 1937 in der Gemeindeneugründung Grainau auf, die aus den Gemeinden Obergrainau und Untergrainau gebildet wurde.
Bis um 1880 bestand die Gemeinde nur aus dem Ort Untergrainau, dann kam Badersee hinzu. Im Jahr 1925 hatte die Gemeinde eine Fläche von 1559 Hektar und 500 Einwohner.